# 塔让
塔让（法語：Tajan，法語發音：[taʒɑ̃]）是法国上比利牛斯省的一个市镇，位于该省东部偏北，属于巴涅尔德比戈尔区。

## 地理
塔让（43°11'18"N, 0°27'36"E）面积4.93 平方千米，位于法国奧克西塔尼大區上比利牛斯省，该省份为法国西南部内陆省份，北至热尔省，西接大西洋比利牛斯省，南与西班牙接壤，东临上加龙省。
与塔让接壤的市镇（或旧市镇、城区）包括：蒙隆、克拉朗、雷屈尔、雷若蒙。

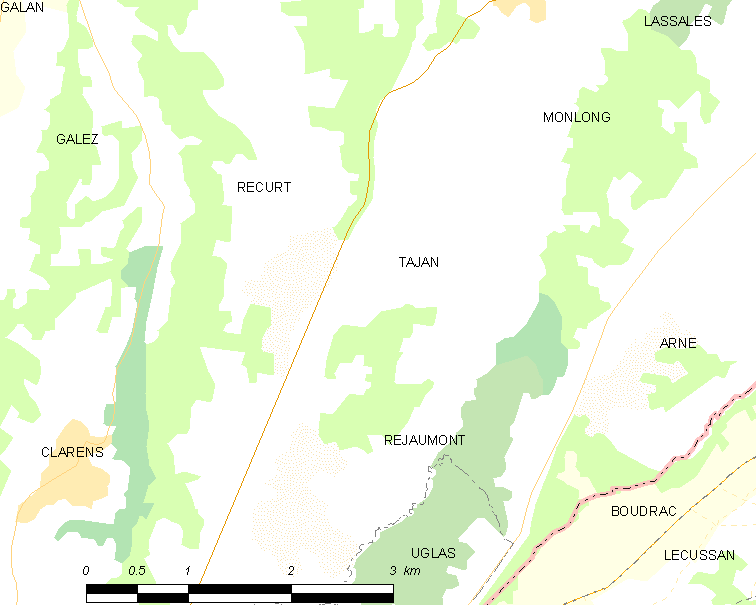
塔让的OSM定位图

塔让的时区为UTC+01:00、UTC+02:00（夏令时）。

## 行政
塔让的邮政编码为65300，INSEE市镇编码为65437。

## 政治
塔让所属的省级选区为巴鲁斯谷县。

## 人口

1962-2008年间塔让人口变化图示

塔让于2022年1月1日时的人口数量为136人。